# Freedom Air
Freedom Air was een Low-cost luchtvaartmaatschappij in Nieuw-Zeeland met als basis Auckland.
Het voert lijndienst vluchten uit naar Australië en Fiji, en charter vluchten in Nieuw-Zeeland.

## Geschiedenis
In 1995 werd Freedom Air opgericht door Air New Zealand, in de loop van de jaren heeft haar uiteindelijke moederbedrijf steeds haar belang vergroot. Vanaf juni 2006 werd de vloot van Freedom Air samengevoegd met die van Air New Zealand en op 30 maart 2008 werden de laatste activiteiten gestaakt.